# Ernsbach (Forchtenberg)
Ernsbach ist ein Stadtteil von Forchtenberg im Hohenlohekreis im nördlichen Baden-Württemberg.

## Geographie
Der Dorfkern von Ernsbach liegt im Kochertal auf der rechten Uferseite des Flusses, wo diesen durch einen steilen Taleinschnitt der Ernsbach von Norden erreicht. Jüngere Siedlungsteile schließen sich beidseits der Mündungsbucht an, am südwestlichen Kocherhang, vor allem aber am ostnordöstlichen Kirchberg. Gegenüber auf der südöstlichen Kocherseite liegt am Hang unterhalb des Heiligenwalds der zugehörige Siedlungsplatz Waldberg, in der Hauptsache eine Straßenzeile oberhalb der dort verlaufenden Kochertalstraße L 1045, die das drei Kilometer kocheraufwärts liegende Forchtenberg mit dem etwa gleich weit kocherabwärts liegenden Sindringen verbindet.

## Geschichte

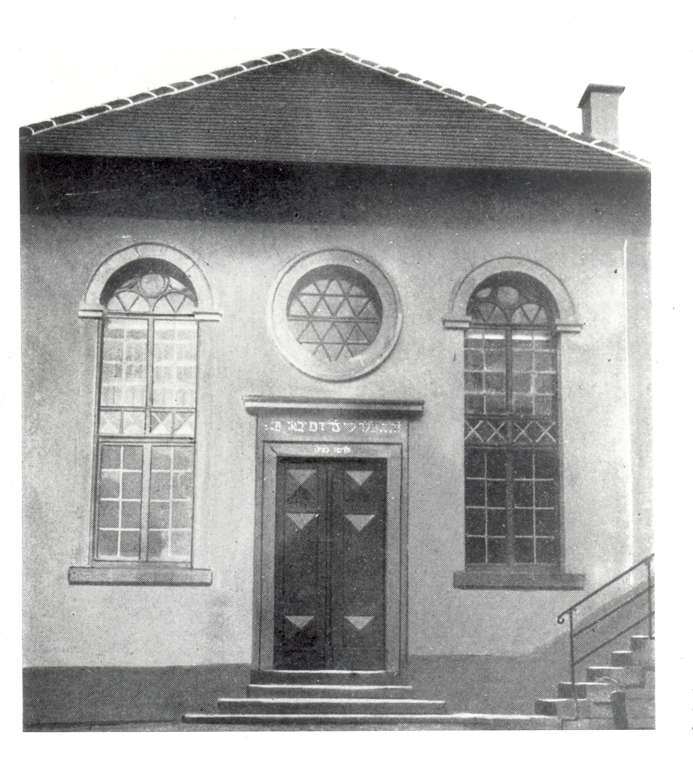
Ehemalige Synagoge

Ernsbach zählt wie die umliegenden Orte Sindringen und Wülfingen zu den ältesten Siedlungen im Kochertal. Siedlungsspuren wurden aus keltischer, alemannischer und fränkischer Zeit gefunden. Im 14. Jahrhundert bestand in Ernsbach eine herrschaftliche Mühle der Grafen von Hohenlohe. Nachdem die Mühle im Dreißigjährigen Krieg abgebrannt war, wurde sie von Wolfgang Julius von Hohenlohe-Neuenstein wiederaufgebaut. Neben der bisherigen Mahlmühle entstanden ab 1665 auch eine Papiermühle, eine Hammerschmiede, eine Pfannenschmiede, eine Nagelschmiede und eine Seifensiederei. Der Ort gilt daher als erster Industrieort in Hohenlohe. Aus wirtschaftlichen Gründen erlaubte Graf Wolfgang Julius auch die ansonsten in Hohenlohe unerwünschte Ansiedlung von Juden am Ort, die bis zur Mitte des 19. Jahrhunderts eine über 230 Personen zählende Gemeinde bildeten. Die Mühlenbetriebe hatten wechselnden Erfolg und wechselnde Besitzer. 1865 bestand nur noch eine „Kunstmühle“. 1889 gelangten die gesamten Mühlenliegenschaften in den Besitz von Carl Arnold, der 1898 die Schraubenfabrik L. & C. Arnold gründete, die nach 1913 zum größten Industriebetrieb im Kochertal anwuchs. Die Einwohnerzahl von Ernsbach sank – auch bedingt durch die völlige Abwanderung der jüdischen Gemeinde in Städte bis 1925 – auf nur rund 500 Personen ab. Nach dem Zweiten Weltkrieg wuchs der Ort durch die Aufnahme von zahlreichen Flüchtlingen und Heimatvertriebenen jedoch stark an. Eine zweite größere Fabrik siedelte sich an, Neubaugebiete wurden ausgewiesen, eine katholische Kirche errichtet. Am 1. Januar 1972 wurde Ernsbach Teil der neuen Stadt Forchtenberg. Im Jahr 1998 hatte Ernsbach über 1100 Einwohner, am Ort bestanden mehr als 400 Arbeitsplätze.

## Sehenswürdigkeiten
Das ehemalige Rathaus wurde 1909 durch eine Stiftung des Juden Samuel Kochertaler errichtet. Neben den Amtsräumen im Untergeschoss wies das Gebäude auch eine Wohnung für den Ortsvorsteher auf. Das Schulhaus des Ortes wurde 1914 eingeweiht, es hatte ursprünglich zwei Schulsäle im Untergeschoss und darüber zwei Lehrerwohnungen. Die Evangelische Kirche des Ortes geht auf die ursprüngliche Kirche des Ortes zurück und wurde zu Beginn des 18. Jahrhunderts an der Stelle eines Vorgängerbauwerks erbaut. Die Katholische Kirche wurde nach dem Zweiten Weltkrieg von zugezogenen Katholiken errichtet. Am Marktplatz ist die ehemalige Synagoge der jüdischen Gemeinde erhalten, auf dem Gelände der Schraubenfabrik die ehemalige jüdische Schule.
Die Rote Mühle ist seit 18. Juni 2021 als Museum Kocherwerk – Haus der Verbindungstechnik öffentlich zugänglich. Getragen wird das Museum vom Förderer des Schrauben- und Befestigungsclusters Hohenlohe e. V. und befindet sich im ältesten Betriebsgebäude der Firma Arnold Umformtechnik.

## Persönlichkeiten
Folgende Personen wurden in Ernsbach geboren:
- Conrad Weitbrecht (1796–1836), Bildhauer
- August Wilhelm Eberhard Christoph Wibel (1775–1813), Mediziner und Botaniker
- Christian August Blezinger (1811–1894), Kaufmann, Eisenwerksbesitzer in Ernsbach und später Baumwollfabrikant in Urspring

Ehrenbürger:
- 1938: Hermann Ruhnau